# Alfredo Ildefonso Schuster

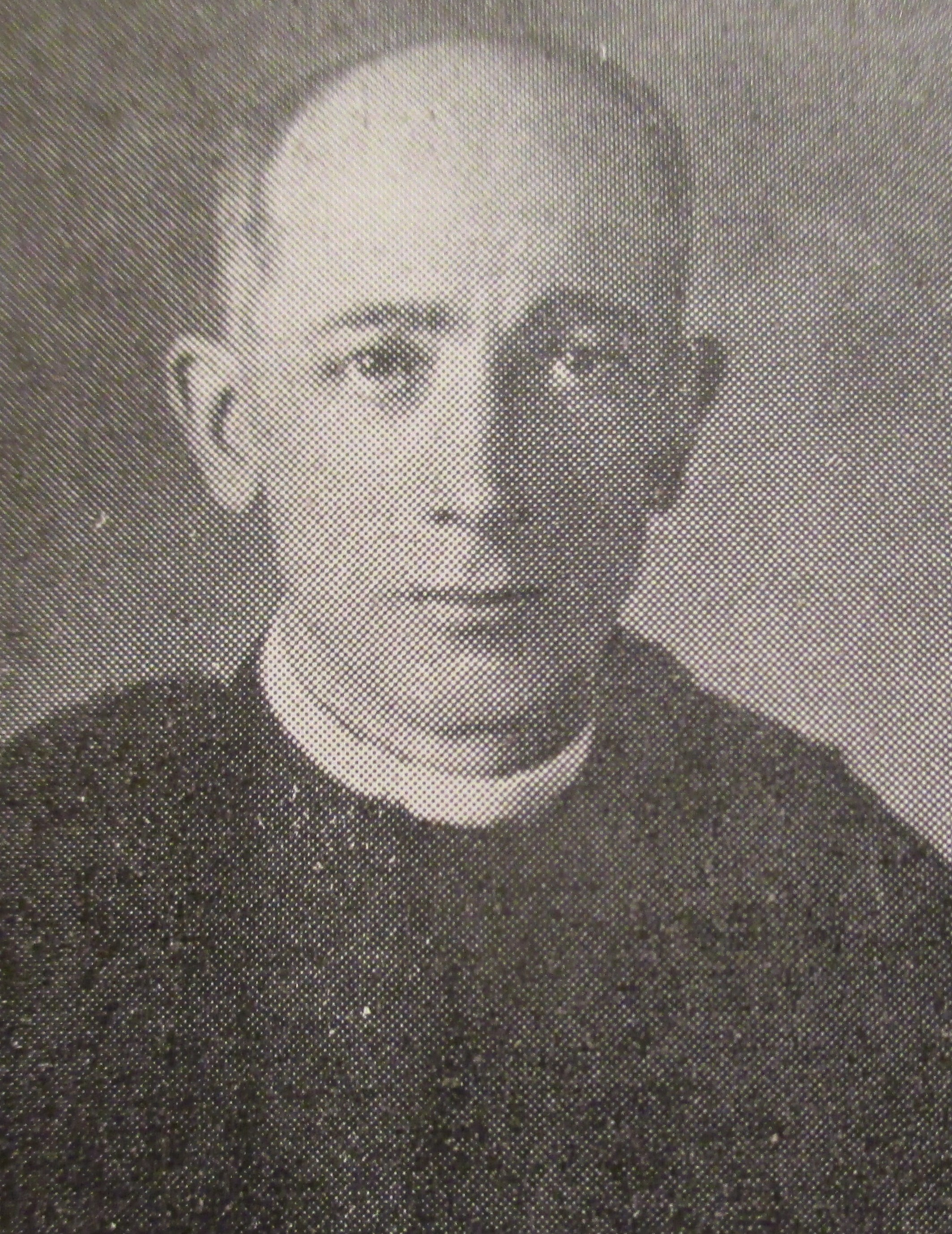
Alfredo Ildefonso Kardinal Schuster (1939)

Schusters Kardinalswappen

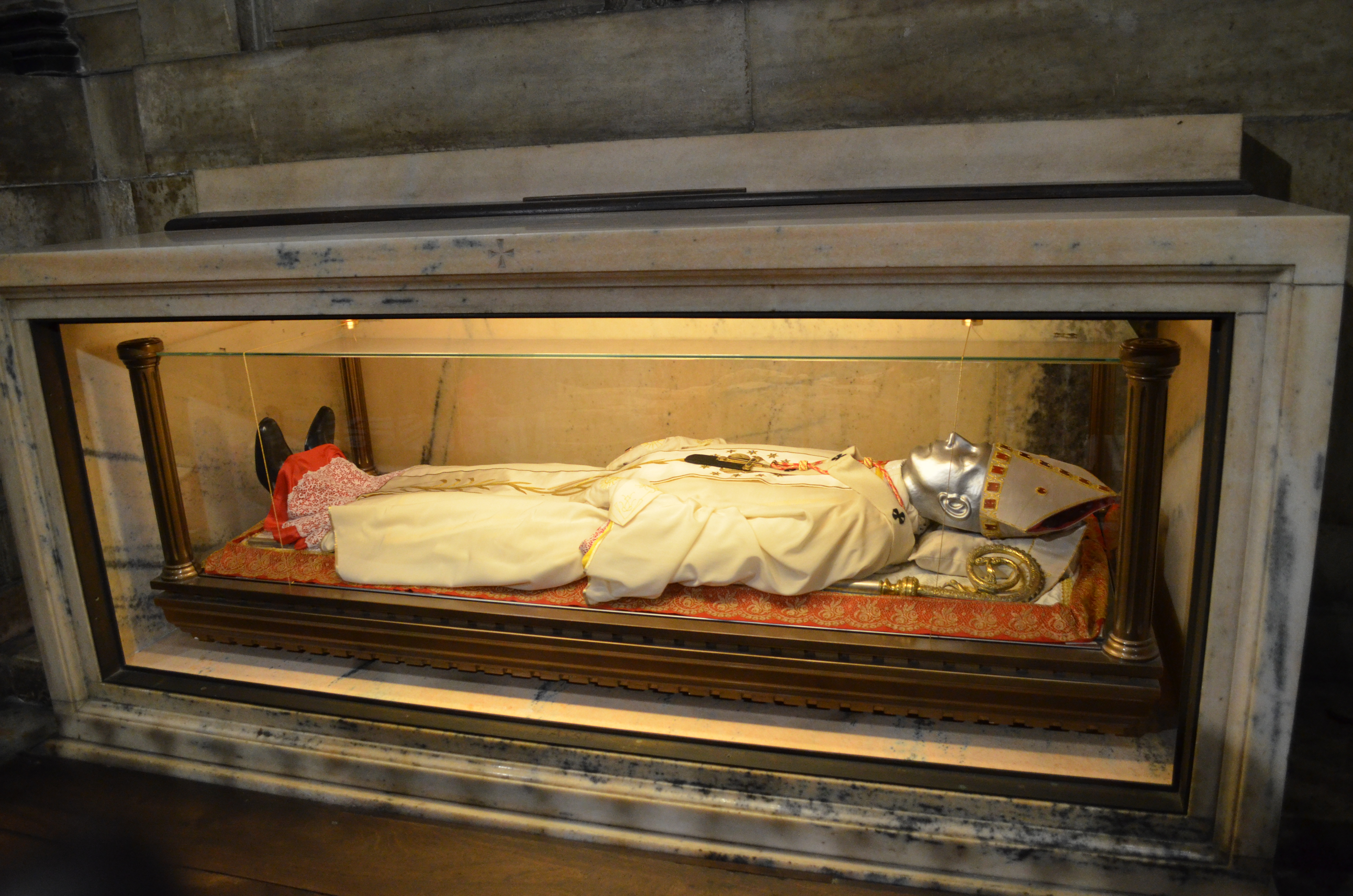
Reliquiengrab (Dom zu Mailand)

Alfredo Ildefonso Kardinal Schuster OSB, dt. auch Ildefons Schuster OSB (* 18. Januar 1880 in Rom, Italien, als Alfred Alois Schuster; † 30. August 1954 in Venegono Inferiore, Provinz Varese), war Benediktinermönch, Erzbischof von Mailand und ist ein Seliger der katholischen Kirche.

## Leben
Alfredo Ildefonso Schuster, dessen Vorfahren aus Bayern und Südtirol stammten, trat 1898 in die römische Benediktinerabtei St. Paul vor den Mauern ein und legte im Jahre 1900 die Ordensprofess ab. Sein Vater Johann, der von Pustertaler Eltern in Deggendorf in Niederbayern geboren wurde, war Schneider und leitete die Militärschneiderei des Vatikans, seine Mutter Anna Maria, geborene Tutzer, stammte vom Ritten bei Bozen. Alfredo Ildefonso Schuster studierte in Rom Katholische Theologie und empfing am 19. März 1904 das Sakrament der Priesterweihe. Im Kloster Sankt Paul vor den Mauern war er von 1908 bis 1916 Novizenmeister und ab 1916 Prior, bis er 1918 zum Abt der Abbatia nullius St. Paul gewählt wurde. In den Jahren 1914 bis 1929 war er zudem Generalprokurator der Benediktinerkongregation von Monte Cassino und ferner von 1919 bis 1922 Präsident des Päpstlichen Orientalischen Instituts. 1920 belebte er das Kloster Farfa mit einer neuen Gemeinschaft.
Am 26. Juni 1929 ernannte ihn Papst Pius XI. zum Erzbischof von Mailand und nahm ihn noch vor der Bischofsweihe, am 15. Juli 1929, als Kardinalpriester mit der Titelkirche Santi Silvestro e Martino ai Monti in das Kardinalskollegium auf.
Die Bischofsweihe spendete ihm der Papst persönlich am 21. Juli desselben Jahres. Mitkonsekratoren waren der Päpstliche Almosenier Carlo Cremonesi und der Päpstliche Sakristan und Generalvikar für die Vatikanstadt, Bischof Agostino Zampini OESA.
Alfredo Ildefonso Schuster glaubte, dass der Faschismus christianisiert werden könnte und unterstützte Mussolinis Eroberungskrieg gegen das Kaiserreich Äthiopien. Andererseits war er bereits 1928 ein Förderer des Priesterwerks Amici Israel und später auch Mitglied dieser Gemeinschaft mit dem Ziel der Versöhnung zwischen Juden und Christen. Er wandte sich schon früh gegen den Antisemitismus und verlor seine Illusionen in Bezug auf den Faschismus spätestens mit dem Beschluss der faschistischen Rassengesetze, die den Nürnberger Gesetzen im Jahr 1938 folgten. Diese verurteilte er mit den Worten: „eine nicht geringere internationale Gefahr als der Bolschewismus ist der sogenannte Rassismus“. Im April 1945 bot er sich erfolglos als Vermittler zwischen Mussolini und dem deutschen Kommando einerseits und den Partisanen und Alliierten andererseits an, um weiteres Blutvergießen zu verhindern. Zu den Kontaktführern gehörte unter anderem auch der als Befehlshaber der Polizei für die italienische Sozialrepublik in Salo eingesetzte Eugen Dollmann (1900–1985). Mit diesem hatte er kurz vor Kriegsende im Auftrag Heinrich Himmlers Versuche unternommen, mit den westlichen Alliierten einen Separatfrieden herbeizuführen. Nach dem Krieg war er von 1952 bis 1953 erster Vorsitzender der neuerrichteten Italienischen Bischofskonferenz.
Alfredo Ildefonso Schuster wurde im Dom zu Mailand bestattet. Der diözesane Prozess für seine Seligsprechung wurde 1957 durch seinen Nachfolger Kardinal Giovanni Battista Montini, den späteren Papst Paul VI., eröffnet. Papst Johannes Paul II. sprach Schuster am 12. Mai 1996 selig.
Er war Großkreuz-Ritter des Ritterordens vom Heiligen Grab zu Jerusalem.

## Wissenschaft und Seelsorge
Ildefons Schuster war ein bedeutender Liturgiker und als solcher auch Konsultor verschiedener vatikanischer Dikasterien. Auch als Erzbischof führte er weiter das Leben eines Mönches. Besondere Verdienste erwarb er sich um die Großstadtpastoral („Großstadtapostel“) und beim Wiederaufbau seiner Diözese Mailand nach dem Zweiten Weltkrieg.

## Werke
- Liber sacramentorum. Geschichtliche und liturgische Studien über das römische Meßbuch. 10 Bände. Übersetzt von Richard Bauersfeld. Pustet, Regensburg 1929–1932.
- Sant’Ambrogio e le più antiche basiliche milanesi. Note di archeologia cristiana. Vita e pensiero, Mailand 1940.
- Il libro della preghiera antica. 4 Bände. Ancora, Mailand 1943–1944.